# АДС1
АДС1 — дослідна 4-вісна службова автомотриса з електропередачею, побудована в 1961 році.

## Конструкція
Для автомотриси використали кузов жорсткого суцільнометалевого вагона випуску 1952–1953 рр. Візки моторного та лобові частини головного вагону електропоїзда серії ЕР1. Зберегли також редуктор з передаточним числом 23:73 = 1:3,17 і колісні пари моторного вагона.
У середній частині кузова був встановлений дизель 1Д12, що розвивав потужність 300 к.с. Дизель — чотиритактний, дванадцятиціліндровий, з V-подібним розташуванням циліндрів, діаметр циліндрів становив 150 мм, хід основного поршня — 180 мм, причіпного — 186,7 мм.
Дизель приводив в обертання якір тягового генератора  МПТ-49/25-3, що розвивав потужність 195 кВт. Як збудник використовувався генератор ПН-28,5 потужністю 1,72 кВт. Дизель 1Д12 і генератор МПТ-49/25-3 які раніше були застосовані на тепловозі-електростанції серії МЕМ.
Від тягового генератора отримували живлення тягові двигуни ДК-104г, встановлені на рамі візка. Ці електродвигуни раніше використовували на вагонах типу Д метрополітенів.
На автомотрисі встановлювали компресор ТКВ-1, вентилятори для охолодження води дизеля, акумуляторна батарея 6СТЕ-140М напругою 72 В.
Вентилятори приводилися асинхронними електродвигунами АС-32-4, які живилися від генератора трифазного струму.

## Характеристики автомотриси
- Запас палива — 1500 л;
- Запас мастила — 120 л;
- Запас води — 237 л;
- Проектна маса — 73 т;
- Фактична маса — близько 80 т;
- Число місць для сидіння — 40;
- Число місць для лежання — 10.